# Montes de Ksour
Os Montes de Ksour ou Faixa de Kçour (em árabe: جبال القصور em francês:  Monts des Ksour ou Djebel Ksour) é uma cordilheira na Argélia. Estendendo-se através das províncias de Béchar e El Bayadh, é a faixa mais ocidental do Atlas Saariano, com os Montes de Amour mais a leste.

## Áreas protegidas
O Parque Nacional Djebel Aissa é uma área protegida dentro dos limites da cordilheira desde 2003.